# Antonio Ruberti
El profesor Antonio Ruberti (* 24 de enero de 1927 – 4 de septiembre de 2000) fue un político e ingeniero italiano, funcionario del gobierno italiano y miembro de la Comisión Europea, además de catedrático de ingeniería en la Universidad La Sapienza.

## Biografía
Antonio Ruberti nació en Aversa, en la provincia italiana de Caserta. Se educó como ingeniero y enseñó ingeniería de control y teoría de sistemas como director del Departamento de Ciencias e Ingeniería de la Universidad La Sapienza en Roma, la universidad de la que posteriormente fue rector. 
En 1987 se integró al gobierno italiano como Ministro para la Coordinación de Investigaciones Científicas y Tecnológicas, puesto que conservó durante cinco años. Fue asignado a la Comisión Europea por el gobierno de Italia en 1993, cuando se unió a la Comisión Delors con el portafolio que cubría ciencia, investigación, desarrollo tecnológico y educación. Ruberti se desempeñó como comisionado sólo hasta 1995, pero durante este corto mandato lanzó una serie de novedosas iniciativas, incluyendo el Programa Sócrates y el Programa Leonardo da Vinci, La Semana Europea de Cultura Científica y el Foro Europeo de Ciencia y Tecnología. Después de dejar la Comisión, el profesor Ruberti fue elegido una vez más como miembro del Parlamento Italiano, donde presidió el Comité de Políticas de la Unión Europea. 
Falleció en Roma en el año 2000.